# Miroslav Hájek
Miroslav Hájek (* 28. Oktober 1919 in Prag; † nach ungesicherten Angaben 1993) war ein tschechischer Filmeditor.

## Leben
Er war von 1949 bis 1990 tätig und wirkte bei mehr als 190 Produktionen mit. Er arbeitete öfters mit dem Regisseur Miloš Forman zusammen und war an diversen Märchenfilmen beteiligt.

## Filmografie (Auswahl)
- 1957: Der brave Soldat Schwejk (Dobry vojak Svejk)
- 1962: Transport aus dem Paradies (Transport z ráje)
- 1963: Wettbewerb (Konkurs)
- 1964: Limonaden-Joe (Limonádový Joe aneb Koňská opera)
- 1964: Die Hofnarrenchronik (Bláznova kronika)
- 1964: Der schwarze Peter (Černý Petr)
- 1965: Die Liebe einer Blondine (Lásky jedné plavovlásky)
- 1965: Es lebe die Republik (Ať žije republika)
- 1965: Perlen auf dem Meeresgrund (Perličky na dně)
- 1966: Tausendschönchen (Sedmikrásky)
- 1966: Pfeifen, Betten, Turteltauben (Dýmky)
- 1966: Wagen nach Wien (Kočár do Vídnĕ)
- 1967: Mord auf heimische Art (Vražda po česku)
- 1967: Der Feuerwehrball (Hoří, má panenko)
- 1972: Das Mädchen auf dem Besenstiel (Dívka na koštěti)
- 1973: Schüsse in Marienbad (Výstřely v Mariánských Lázních)
- 1973: Drei Haselnüsse für Aschenbrödel (Tři oříšky pro Popelku)
- 1976: Die kleine Meerjungfrau (Malá mořská víla)
- 1977: Adele hat noch nicht zu Abend gegessen (Adéla ještě nevečeřela)
- 1977: Wie man Dornröschen wachküßt (Jak se budí princezny)
- 1979: Prinz und Abendstern (Princ a Večernice)
- 1979: Die Märchenbraut (Arabela), Fernsehserie, 13 Folgen
- 1981: Das Geheimnis der Burg in den Karpaten (Tajemství hradu v Karpatech)
- 1983: Der fliegende Ferdinand (Létající Čestmír), Fernsehserie, 5 Folgen
- 1983: Schneemänner mit Herz (S tebou mě baví svět)
- 1984: Der Zauberrabe Rumburak (Rumburak)
- 1987: Ein Hamster im Nachthemd (Křeček v noční košili), Fernsehserie, 6 Folgen